# Maximiliano António de Thurn e Taxis
Maximiliano António Lamoral (em alemão: Maximilian Anton Lamoral; Ratisbona, 28 de setembro de 1831 — Ratisbona, 26 de junho de 1867), foi o Príncipe Herdeiro de Thurn e Taxis desde o seu nascimento até à morte em 1867.

## Família
Maximiliano era o terceiro filho e segundo varão de Maximiliano Carlos, 6.º Príncipe de Thurn e Taxis e da sua primeira esposa, a baronesa Guilhermina de Dörnberg. Antes do seu nascimento, tinham morrido um irmão mais velho, Carlos Guilherme, que morreu com apenas três meses de idade. Do primeiro casamento do pai, tinha também uma irmã mais velha, Teresa Matilde, que se casou dois aristocratas alemães (Karl Alfred Herzog von Beaufort-Spontin em 1852 e Wilhelm von Pirch em 1856), sem deixar descendentes, e dois irmãos mais novos, Egnon de Thurn e Taxis, casado com Viktoria Edelspacher de Gyoryok e Teodoro de Thurn e Taxis, casado com Melanie Freiin von Seckendorff. A sua mãe, Guilhermina, morreu em 1835, um mês antes de Maximiliano completar quatro anos de idade.
A 24 de Janeiro de 1839, o seu pai casou-se pela segunda vez, desta vez com a princesa Matilde Sofia de Oettingen-Oettingen e Oettingen-Spielberg. Deste casamento, nasceram mais doze irmãos, a maioria casado com aristocratas alemães, entre os quais se destacam o príncipe Paulo de Thurn e Taxis, um grande amigo do rei Luís II da Baviera, e o príncipe Gustavo de Thurn e Taxis, casado com a sua prima, a princesa Carolina de Thurn e Taxis.

## Casamento e descendência
Maximiliano casou-se com a duquesa Helena Carolina da Baviera, filha do duque Maximiliano José da Baviera e da sua esposa, a princesa Ludovica da Baviera, a 24 de Agosto de 1858, no Castelo de Possenhofen. Helena era a irmã mais velha da imperatriz Isabel da Áustria. O casal teve quatro filhos: 
1. Luísa de Thurn e Taxis (1 de Junho de 1859 – 20 de Junho de 1948), casada com o príncipe Frederico de Hohenzollern-Sigmaringen; sem descendência.
2. Isabel de Thurn e Taxis (28 de Maio de 1860 – 7 de Fevereiro de 1881), casada com o duque Miguel de Bragança; com descendência.
3. Maximiliano Maria, 7.º Príncipe de Thurn e Taxis (24 de Junho de 1862 – 2 de Junho de 1885), morreu aos vinte-e-dois anos de idade; sem descendência.
4. Alberto, 8.º Príncipe de Thurn e Taxis (8 de Maio de 1867 – 22 de Janeiro de 1952), casado com a arquiduquesa Margarida Clementina da Áustria; com descendência.

O casamento de Maximiliano e Helena não se realizou sem algumas dificuldades, uma vez que o rei Maximiliano II da Baviera se recusou a permitir que a sua prima direita se casasse com um príncipe que não pertencia a uma casa real. Francisco José I da Áustria e a sua esposa Isabel intervieram e o casamento realizou-se como tinha sido planeado. Inicialmente, tinha sido planeado o casamento de Helena com o imperador Francisco José, mas este acabou por se apaixonar pela sua irmã mais nova, Isabel.

## Morte
Maximiliano morreu de insuficiência renal ou falha respiratória a 26 de Junho de 1867, com apenas trinta-e-cinco anos de idade, em Ratisbona. Foi enterrado na capela mortuária da Abadia de Santo Emerano. Devido à sua morte precoce, o seu filho mais velho, Maximiliano Maria, tornou-se príncipe-herdeiro de Thurn e Taxis e, após a morte do avô, o sétimo príncipe da casa.
Luís II da Baviera escreveu uma carta pessoal de condolências ao pai de Maximiliano, Maximiliano Carlos.

## Genealogia
| Maximiliano António de Thurn e Taxis | Pai: Maximiliano Carlos de Thurn e Taxis | Avô paterno: Carlos Alexandre, 5.º Príncipe de Thurn e Taxis | Bisavô paterno: Carlos Anselmo, 4.º Príncipe de Thurn e Taxis |
| Maximiliano António de Thurn e Taxis | Pai: Maximiliano Carlos de Thurn e Taxis | Avô paterno: Carlos Alexandre, 5.º Príncipe de Thurn e Taxis | Bisavó paterna: Augusta de Württemberg                        |
| Maximiliano António de Thurn e Taxis | Pai: Maximiliano Carlos de Thurn e Taxis | Avó paterna: Teresa de Mecklemburgo-Strelitz                 | Bisavô paterno: Carlos II de Mecklemburgo-Strelitz            |
| Maximiliano António de Thurn e Taxis | Pai: Maximiliano Carlos de Thurn e Taxis | Avó paterna: Teresa de Mecklemburgo-Strelitz                 | Bisavó paterna: Frederica de Hesse-Darmstadt                  |
| Maximiliano António de Thurn e Taxis | Mãe: Guilhermina de Dörnberg             | Avô materno: Ernesto de Dörnberg                             | Bisavô materno: Pandolphus Fernando de Dörnberg               |
| Maximiliano António de Thurn e Taxis | Mãe: Guilhermina de Dörnberg             | Avô materno: Ernesto de Dörnberg                             | Bisavó materna: Caroline Dorothea von Löwenstein              |
| Maximiliano António de Thurn e Taxis | Mãe: Guilhermina de Dörnberg             | Avó materna: Guilhermina Henriqueta Maximiliana de Glauburg  | Bisavô materno: Frederico Maximiliano de Glauburg             |
| Maximiliano António de Thurn e Taxis | Mãe: Guilhermina de Dörnberg             | Avó materna: Guilhermina Henriqueta Maximiliana de Glauburg  | Bisavó materna: Wilhelmine Auguste Caroline von Geismar       |